# علامة بارو
علامة بارو (بالإنجليزية: Parrot's sign)‏ هيَ علامة دالة على:

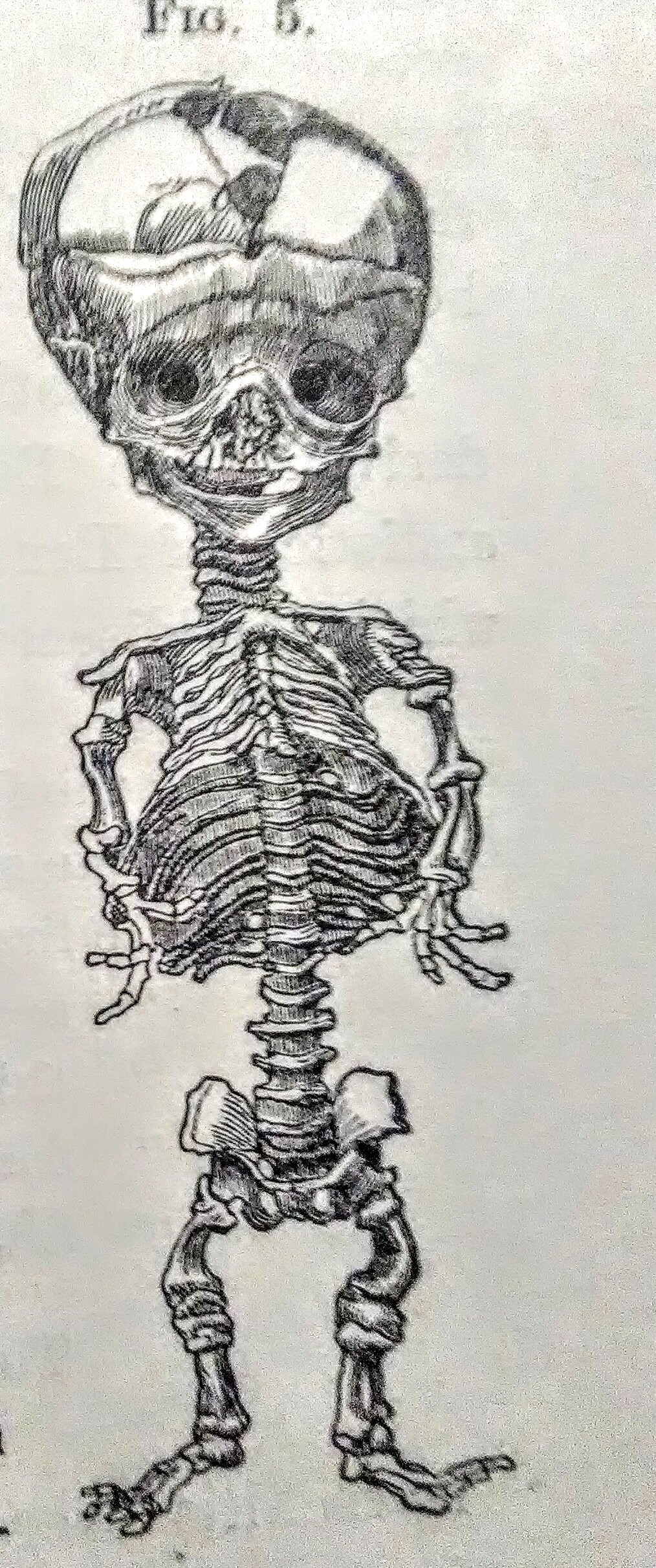
الهيكل العظمي للرضيع المشوه المرتبط بالكساح

- التهاب السحايا حيثُ يحصُل منعكس حدقي عندَ قَرص الجِلد.[2][3]
- مرض الزهري الخلقي، حيثُ تظهر عظام شبيهة بالرَدف في الأطفال الرُضع.

سُميت هذه العلامة نسبةً إلى الطَبيب جول ماري بارو (1839-1883).